# Reichsgau Vallonia
Il Reichsgau Vallonia (in tedesco: Reichsgau Wallonien, in francese Gau du Reich Wallonie) fu una unità di suddivisione amministrativa tedesca (Reichsgau), pianificata e di fatto mai realizzata, nel 1944 dai nazisti nel territorio della precedente Amministrazione militare del Belgio e della Francia settentrionale (nell'attuale Belgio).
Comprendeva le province francofone di Hainaut, Liegi, Lussemburgo, Namur e l'arrondissement di Nivelles, nell'allora provincia del Brabante (oggi parte della provincia separata del Brabante Vallone).